# Wim van Heel
Willem ("Wim") van Heel (Haag, Nizozemska, 27. rujna 1922. – Middelburg, Nizozemska, 3. listopada 1972.) je bivši nizozemski hokejaš na travi. 
Osvojio je brončano odličje na hokejaškom turniru na Olimpijskim igrama 1948. u Londonu igrajući za Nizozemsku. Odigrao je svih sedam utakmica igrajući na mjestu napadača.
Osvojio je srebrno odličje na hokejaškom turniru na Olimpijskim igrama 1952. u Helsinkiju igrajući za Nizozemsku. Na turniru je odigrao sva tri susreta u navalnom redu.

## Vanjske poveznice
- Profil na DatabaseOlympics